# Fed Cup 2019 Zona Americana
La Zona Americana (Americas Zone) è una delle 3 divisioni zonali nell'ambito della Fed Cup 2019. Essa è a sua volta suddivisa in due gruppi (Gruppo I, Gruppo II) formati rispettivamente da 8 e 13 squadre, inserite in tali gruppi in base ai risultati ottenuti l'anno precedente.

## Gruppo I
- Sede: Club Campestre Sede Llanogrande, Medellín, Colombia (terra outdoor)
- Periodo: 6-9 febbraio
- Formula: due gironi (Pool) da 4 squadre ciascuno, in cui ogni squadra affronta le altre incluse nel proprio Pool. Successivamente la prima in classifica del Pool A affronta la prima del Pool B per l'ammissione agli spareggi del Gruppo Mondiale II. Vengono contemporaneamente disputati due spareggi fra le ultime due squadre di ciascun Pool per stabilire le due retrocessioni.

|   | Pool A (Dettagli) | Paraguay (bandiera) | Messico (bandiera) | Colombia (bandiera) | Ecuador (bandiera) |   |                  | Pool B (Dettagli) | Brasile (bandiera) | Cile (bandiera) | Argentina (bandiera) | Porto Rico (bandiera) |
| 1 | Paraguay (2–1)    |                     | 2–1                | 1–2                 | 3–0                | 1 | Brasile (3–0)    |                   | 3–0                | 2–1             | 2–1                  |                       |
| 2 | Messico (2–1)     | 1–2                 |                    | 2–1                 | 3–0                | 2 | Cile (2–1)       | 0–3               |                    | 3–0             | 3–0                  |                       |
| 3 | Colombia (2–1)    | 2–1                 | 1–2                |                     | 2–1                | 3 | Argentina (1–2)  | 1–2               | 0–3                |                 | 2–1                  |                       |
| 4 | Ecuador (0–3)     | 0–3                 | 0–3                | 1–2                 |                    | 4 | Porto Rico (0–3) | 1–2               | 0–3                | 1–2             |                      |                       |

### Spareggio promozione
| Paraguay 0 | Club Campestre Sede Llanogrande, Medellín, Colombia 9 febbraio 2019 Terra rossa (outdoor) | Club Campestre Sede Llanogrande, Medellín, Colombia 9 febbraio 2019 Terra rossa (outdoor) | Brasile 2 |     |   |             |
| \| \| \| \| 1 \| 2 \| 3 \| \| \| - \| \| ------------------------------------------------------------------------------ \| --- \| --- \| - \| ----------- \| \| 1 \| \| Montserrat González Carolina Meligeni Alves \| 3 6 \| 2 6 \| \| \| \| 2 \| \| Verónica Cepede Royg Beatriz Haddad Maia \| 2 6 \| 3 6 \| \| \| \| 3 \| \| Verónica Cepede Royg / Montserrat González Beatriz Haddad Maia / Luisa Stefani \| \| \| \| non giocato \| |                                                                                           |                                                                                           |           |     |   |             |
| |                                                                                           |                                                                                           | 1         | 2   | 3 |             |
| 1 | Paraguay (bandiera) · Brasile (bandiera)                                                  | Montserrat González Carolina Meligeni Alves                                               | 3 6       | 2 6 |   |             |
| 2 | Paraguay (bandiera) · Brasile (bandiera)                                                  | Verónica Cepede Royg Beatriz Haddad Maia                                                  | 2 6       | 3 6 |   |             |
| 3 | Paraguay (bandiera) · Brasile (bandiera)                                                  | Verónica Cepede Royg / Montserrat González Beatriz Haddad Maia / Luisa Stefani            |           |     |   | non giocato |

### Spareggio 3º-4º posto
| Messico 1 | Club Campestre Sede Llanogrande, Medellín, Colombia 9 febbraio 2019 Terra rossa (outdoor) | Club Campestre Sede Llanogrande, Medellín, Colombia 9 febbraio 2019 Terra rossa (outdoor) | Cile 2 |     |     |  |
| \| \| \| \| 1 \| 2 \| 3 \| \| \| - \| \| --------------------------------------------------------------- \| --- \| --- \| --- \| \| \| 1 \| \| María José Portillo Ramírez Alexa Guarachi \| 3 6 \| 5 7 \| \| \| \| 2 \| \| Renata Zarazúa Daniela Seguel \| 2 6 \| 6 3 \| 6 2 \| \| \| 3 \| \| Giuliana Olmos / Renata Zarazúa Bárbara Gatica / Alexa Guarachi \| 3 6 \| 3 6 \| \| \| |                                                                                           |                                                                                           |        |     |     |  |
| |                                                                                           |                                                                                           | 1      | 2   | 3   |  |
| 1 | Messico (bandiera) · Cile (bandiera)                                                      | María José Portillo Ramírez Alexa Guarachi                                                | 3 6    | 5 7 |     |  |
| 2 | Messico (bandiera) · Cile (bandiera)                                                      | Renata Zarazúa Daniela Seguel                                                             | 2 6    | 6 3 | 6 2 |  |
| 3 | Messico (bandiera) · Cile (bandiera)                                                      | Giuliana Olmos / Renata Zarazúa Bárbara Gatica / Alexa Guarachi                           | 3 6    | 3 6 |     |  |

### Spareggi retrocessione
| Colombia 2 | Club Campestre Sede Llanogrande, Medellín, Colombia 9 febbraio 2019 Terra rossa (outdoor) | Club Campestre Sede Llanogrande, Medellín, Colombia 9 febbraio 2019 Terra rossa (outdoor) | Porto Rico 1 |      |     |  |
| \| \| \| \| 1 \| 2 \| 3 \| \| \| - \| \| ----------------------------------------------------------------------------------------- \| ---- \| ---- \| --- \| \| \| 1 \| \| María Camila Osorio Serrano Lauren Anzalotta Kynoch \| 7 5 \| 63 7 \| 6 2 \| \| \| 2 \| \| María Fernanda Herazo Mónica Puig \| 65 7 \| 3 6 \| \| \| \| 3 \| \| María Fernanda Herazo / María Camila Osorio Serrano Lauren Anzalotta Kynoch / Mónica Puig \| 6 1 \| 6 3 \| \| \| |                                                                                           |                                                                                           |              |      |     |  |
| |                                                                                           |                                                                                           | 1            | 2    | 3   |  |
| 1 | Colombia (bandiera) · Porto Rico (bandiera)                                               | María Camila Osorio Serrano Lauren Anzalotta Kynoch                                       | 7 5          | 63 7 | 6 2 |  |
| 2 | Colombia (bandiera) · Porto Rico (bandiera)                                               | María Fernanda Herazo Mónica Puig                                                         | 65 7         | 3 6  |     |  |
| 3 | Colombia (bandiera) · Porto Rico (bandiera)                                               | María Fernanda Herazo / María Camila Osorio Serrano Lauren Anzalotta Kynoch / Mónica Puig | 6 1          | 6 3  |     |  |

| Ecuador 1 | Club Campestre Sede Llanogrande, Medellín, Colombia 9 febbraio 2019 Terra rossa (outdoor) | Club Campestre Sede Llanogrande, Medellín, Colombia 9 febbraio 2019 Terra rossa (outdoor) | Argentina 2 |     |      |  |
| \| \| \| \| 1 \| 2 \| 3 \| \| \| - \| \| -------------------------------------------------------------------------------- \| --- \| --- \| ---- \| \| \| 1 \| \| Mell Elizabeth Reasco González Catalina Pella \| 5 7 \| 2 6 \| \| \| \| 2 \| \| Charlotte Römer Victoria Bosio \| 0 6 \| 7 5 \| 7 61 \| \| \| 3 \| \| Mell Elizabeth Reasco González / Charlotte Römer Victoria Bosio / Catalina Pella \| 1 6 \| 2 6 \| \| \| |                                                                                           |                                                                                           |             |     |      |  |
| |                                                                                           |                                                                                           | 1           | 2   | 3    |  |
| 1 | Ecuador (bandiera) · Argentina (bandiera)                                                 | Mell Elizabeth Reasco González Catalina Pella                                             | 5 7         | 2 6 |      |  |
| 2 | Ecuador (bandiera) · Argentina (bandiera)                                                 | Charlotte Römer Victoria Bosio                                                            | 0 6         | 7 5 | 7 61 |  |
| 3 | Ecuador (bandiera) · Argentina (bandiera)                                                 | Mell Elizabeth Reasco González / Charlotte Römer Victoria Bosio / Catalina Pella          | 1 6         | 2 6 |      |  |

### Verdetti
- Brasile ai play-off per il Gruppo Mondiale II.
- Ecuador e Porto Rico retrocedono nel gruppo II.

## Gruppo II
- Sede 1: Centro Nacional de Tenis, Santo Domingo, Repubblica Dominicana (cemento outdoor)
- Sede 2: Tennis Club Las Terrazas Miraflores, Lima, Perù (terra rossa outdoor)
- Periodo: 17-20 aprile
- Formula: Le quattordici squadre giocano in due differenti impianti. Per ogni impianto partecipano sette nazioni, che sono a loro volta divise in due gironi (Pool) da tre e quattro squadre ciascuno. Le quattro vincitrici di ciascun girone si giocheranno la promozione al Gruppo I.

### Squadre partecipanti
- Bahamas
- Barbados
- Bermuda
- Bolivia
- Costa Rica
- Cuba
- Rep. Dominicana

- Guatemala
- Panama
- Perù
- Trinidad e Tobago
- Uruguay
- Venezuela